# 6024 Ochanomizu
6024 Ochanomizu è un asteroide della fascia principale. Scoperto nel 1992, presenta un'orbita caratterizzata da un semiasse maggiore pari a 2,3850471 UA e da un'eccentricità di 0,0872717, inclinata di 9,17221° rispetto all'eclittica.
L'asteroide è dedicato al quartiere di Tokyo Ochanomizu.